# Samoreau
Samoreau – miejscowość i gmina we Francji, w regionie Île-de-France, w departamencie Sekwana i Marna. Przez miejscowość przepływa Sekwana. 
Według danych na rok 1990 gminę zamieszkiwało 1856 osób, a gęstość zaludnienia wynosiła 328 osób/km² (wśród 1287 gmin regionu Île-de-France Samoreau plasuje się na 497. miejscu pod względem liczby ludności, natomiast pod względem powierzchni na miejscu 632.).